# Rhadinella montecristi
Espèce
Synonymes
- Rhadinaea montecristi Mertens, 1952

Statut de conservation UICN

 VU B1ab(iii) : Vulnérable
Rhadinella montecristi  est une espèce de serpents de la famille des Dipsadidae.

## Répartition
Cette espèce se rencontre dans le sud-est du Guatemala, dans le nord-ouest du Salvador et dans le sud-ouest du Honduras.

## Publication originale
- Mertens, 1952 : Die Amphibien und Reptilien von El Salvador auf Grund der Reisen von R. Mertens und A. Zilch. Abhandlungen der Senckenbergischen Naturforschenden Gesellschaft, no 487, p. 1-120.